# Балка Свідовок (заказник)
Балка Свідовок — ландшафтний заказник місцевого значення. 
Заказник розташований у Павлоградському районі Дніпропетровської області.
Площа заказника — 793,1 га, створений у 2013 році.